# Alveslohe
Alveslohe er en by og en kommune i det nordlige Tyskland, beliggende i Amt Kaltenkirchen-Land i den vestlige del af Kreis Segeberg. Kreis Segeberg ligger i den sydøstlige del af delstaten Slesvig-Holsten.

## Geografi
I kommunen ligger landsbyen Hoffnung og herregården Kaden. Motorvejen A7 og Bundesstraße B 4 går gennem kommunen, begge i nord/sydlig retning. Jernbanen Elmshorn–Bad Oldesloe krydser kommunen i øst/vestlig retning, og har station i byen.